# Cette chanson que je n'oublierai jamais
Cette chanson que je n'oublierai jamais (I Heard That Song Before) est un roman policier de Mary Higgins Clark paru en 2007.

## Résumé
Peter Carrington est accusé de meurtre. Tout le monde le lâche, sauf sa femme. Celle-ci connaît un secret qui mettra sa vie et celle de son mari en danger.

## Personnages principaux
- Peter Carrington :